# Acciona (IMOCA)
Offshore Team Germany est un monocoque de 60 pieds IMOCA mis à l'eau en 2011.Il est skippé par Robert Stanjek. C'est l'ancien Acciona 100% EcoPowered  de l'Espagnol Javier Sansó.

## Historique
Le bateau a été conçu pour montrer la possibilité de réaliser des courses à la voile et en particulier le Vendée Globe sans utiliser d'énergies fossiles (essence). À cet effet, il dispose de nombreux panneaux solaires, d'éoliennes et d'hydrogénérateurs pour capter les énergies du soleil, du vent et de l'eau.

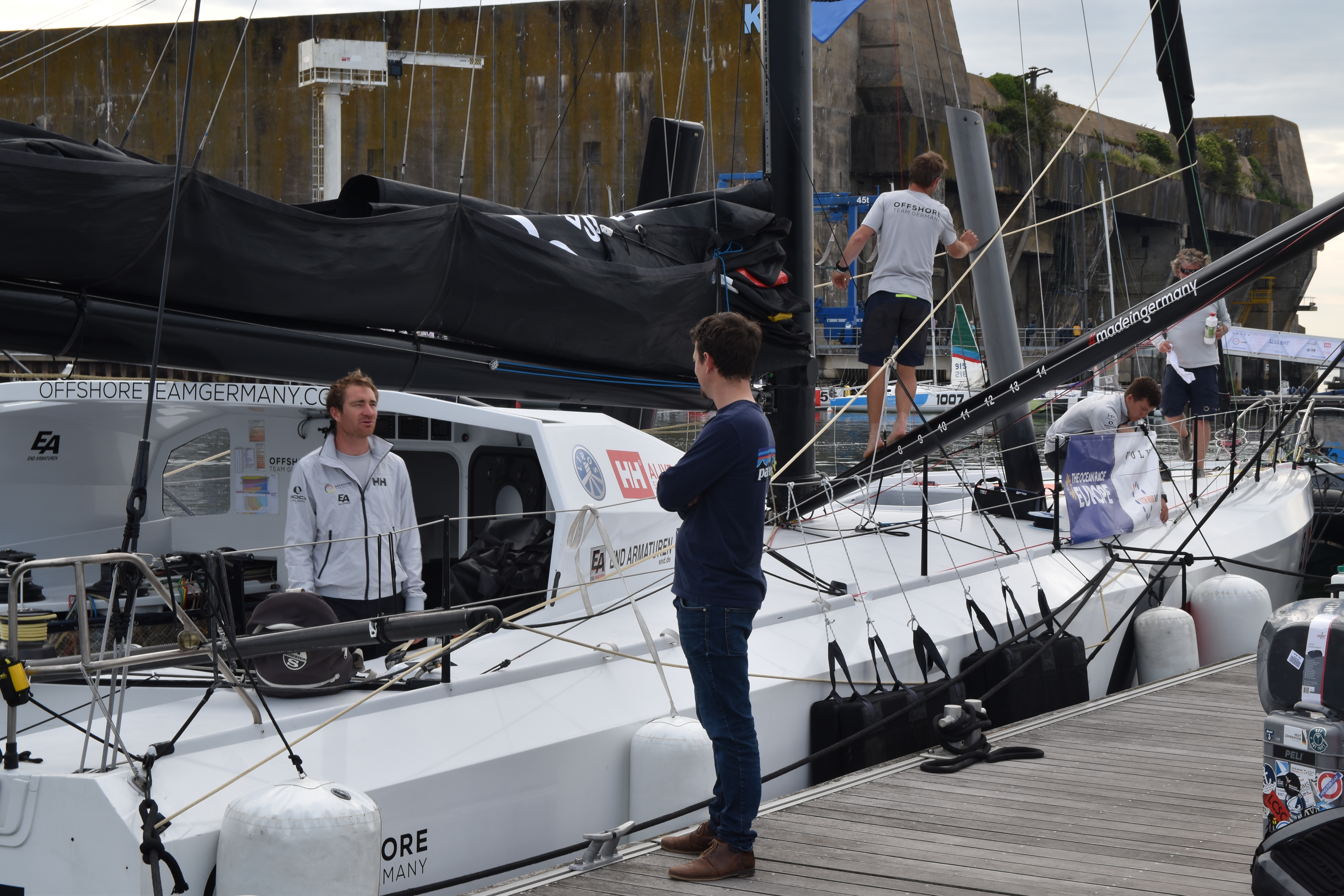
Benjamin Dutreux, à bord dOffshore Team Germany en tant que navigateur, le jour du départ de The Ocean Race Europe 2021.

Javier Sansó a pris le départ du Vendée Globe 2012-2013 à bord de ce bateau et a pu montrer que ce projet est réalisable en parcourant la plus grande partie de la course. Il est contraint à l'abandon lors de la remontée de l'Atlantique au niveau des Açores où Acciona a perdu sa quille et s'est retourné. Javier Sansó, après quelques heures dans le canot de survie, est repéré puis hélitreuillé par la marine portugaise. Le skipper a pu ensuite récupérer son navire qu'il a fait remorquer jusqu'à Ponta Delgada aux Açores.
En 2017, le bateau est racheté par Offshore Tean Germany, qui le refait complètement et qui le confie à son skipper Robert Stanjek. En 2021, Offshore Team Germany participe à The Ocean Race Europe, et gagne la course dans la catégorie Imoca.
En février 2022, le bateau est acheté par l'équipe Canada Ocean Racing de Scott Shawyer, que conseille Alex Thomson,.